# The Heart of Youth
The Heart of Youth è un film muto del 1919 diretto da Robert G. Vignola. La sceneggiatura di Beulah Marie Dix si basa su Friends in the End, romanzo della stessa scrittrice di cui non si conosce la data di pubblicazione.

## Trama
Una faida divide due famiglie che vivono in campagna, vicine di casa: i Whipples e i Prendergast. Josephine Darchat, nipote dei Whipples, è innamorata di Russ, il figlio del ricco Calvin Prendergast. I bambini delle due famiglie portano a un inasprimento della contesa quando combinano una serie di guai in cucina e in casa, finendo per nascondere il gatto dei Whipples. Nella confusione, uno dei ragazzi Prendergast, che sta per annegare, viene salvato da Josephine che, a sua volta, viene salvata da Russ. La pace torna e le due famiglie si riconciliano, riunendo i due innamorati. Riappare anche il gatto sparito, che era nascosto in un pozzo.

## Produzione
Il film, con il titolo di lavorazione Cock o' the Walk, fu prodotto dalla Famous Players-Lasky Corporation. Alcune scene in esterni furono girate nella Contea di San Bernardino, nella Big Bear Valley.

## Distribuzione
Il copyright del film, richiesto dalla Famous Players-Lasky Corp., fu registrato il 15 agosto 1919 con il numero LP14113.
Presentato da Jesse L. Lasky e distribuito dalla Paramount Pictures e dalla Famous Players-Lasky Corporation, il film uscì nelle sale cinematografiche degli Stati Uniti il 24 agosto 1919.
Non si conoscono copie ancora esistenti della pellicola che viene considerata presumibilmente perduta.